# オハイオ (原子力潜水艦)
| SSGNへ改修されるオハイオ |                                                                      |
| 艦歴                     |                                                                      |
| 発注                     | 1974年7月1日                                                         |
| 起工                     | 1976年4月10日                                                        |
| 進水                     | 1979年4月7日                                                         |
| 就役                     | 1981年11月11日                                                       |
| その後                   | 就役中                                                               |
| 母港                     | ワシントン州バンゴール                                               |
| 性能諸元                 |                                                                      |
| 排水量                   | 水上：16,765 トン 水中：18,750 トン                                  |
| 全長                     | 170.69 m (560 ft)                                                    |
| 全幅                     | 12.8 m (42 ft)                                                       |
| 喫水                     | 11.5 m (38 ft)                                                       |
| 最大速                   | 20ノット以上 (37+ km/h)                                              |
| 潜行深度                 |                                                                      |
| 機関                     | S8G 原子炉 1基                                                       |
| 乗員                     | 士官13名、兵員140名                                                  |
| 兵装                     | 21インチ魚雷発射管4門 Mk-48魚雷 BGM-109 トマホーク巡航ミサイル 154発 |
| モットー                 | Always first.                                                        |
|                          |                                                                      |

オハイオ(USS Ohio, SSBN/SSGN-726)は、アメリカ海軍のオハイオ級原子力潜水艦の1番艦。艦名はオハイオ州に因んで命名された。その名を持つ艦としては、未着工に終わったモンタナ級戦艦2番艦(BB-68)以来5隻目。就役した艦としてはメイン級戦艦3番艦(BB-12)以来4隻目。

## 艦歴
オハイオの建造は1974年7月1日にコネチカット州グロトンのジェネラル・ダイナミクス・エレクトリック・ボート社に発注され、1976年4月10日にロバート・タフト夫人（タフト上院議員の妻）によって起工した。1978年2月2日に就役前ユニット（Precommissioning Unit）が編成され、A・K・トンプソン中佐が指揮官に決定する。1979年4月7日にアニー・グレン（ジョン・H・グレン上院議員の妻）によって命名、進水し、1981年11月11日に就役した。
1981年の夏に設備とシステムをテストするための海上公試が行われ、艦は1981年10月28日に海軍に引き渡された。オハイオは1981年11月11日に就役した。就役式でジョージ・H・W・ブッシュ副大統領は8,000名の招待客に対し「我が国の戦略抑止の新次元」と艦を紹介し、ハイマン・G・リッコーヴァー提督は「我々の敵の心に恐れを引き起こす」と語った。同日ブルー班の艦長A・K・トンプソン大佐およびゴールド班の艦長A・F・キャンベル大佐が就任した。
ジェネラル・ダイナミクス・エレクトリック・ボート社での整調後信頼性試験の後、オハイオは大西洋を離れ新たな母港であるワシントン州バンゴールへ向かい、ケープ・カナベラルでのミサイル発射システム試験およびパナマ運河を経由して1982年8月12日に到着した。1982年の8月から9月にかけてトライデント潜水艦発射弾道ミサイルの最初の搭載及び配備前調整が行われた。オハイオはブルー班の乗組員を乗せ1982年10月にトライデント搭載艦として最初の戦略抑止哨戒に出港した。
1993年6月から1994年6月にかけてオハイオはワシントン州ブレマートンのピュージェット・サウンド海軍造船所でオーバーホールを受け、広範囲受信可能なソナー、新型の火器管制、ナビゲーションシステムを装備した。改修が完了すると1995年1月に大西洋潜水艦隊第9潜水艦群第17潜水戦隊の一部として戦略抑止哨戒を再開した。
当初案では2002年にオハイオの退役が予定されていた。しかしながら、オハイオと3隻の姉妹艦は改修が行われ、SSGN（原子力巡航ミサイル潜水艦）として現役任務を継続する予定である。2002年11月、オハイオはドック入りし36ヶ月間にわたる燃料補給と改修、オーバーホールが行われた。オハイオは2006年2月7日に現役任務に復帰する。2007年1月21日にゴールド班はキトサップ海軍基地を離れハワイに向かい、乗組員交換を実施した。そのような乗組員交換はおよそ20年ぶり行われた。
ロバート・ピリー海軍長官代行は海軍および海兵隊における優秀な糧食供給サービスに対する2001年の受賞者にエドワード・F・ネイ海軍大佐記念賞およびW・P・T・ヒル海兵隊少将記念賞を統轄すると発表した。授賞式は2001年3月3日（土）にカリフォルニア州アナハイムで、インターナショナル・フードサービス幹部協会（IFSEA）の会議において行われた。太平洋艦隊の受賞者はオハイオのブルー班であった。
2020年代においては核ミサイルを降ろして運用されているが、アメリカ海軍最強の潜水艦の立場に変わりなく、周辺諸国を牽制する意味でオハイオの存在が誇示されることがある。例として2021年には沖縄周辺で海兵隊と共同訓練を行う様子や、2022年にはグアム島アプラ港に寄港するオハイオの写真がプレスリリースされている。